# Leon Lubotynowicz
Leon (Lew) Lubotynowicz (ur. 1867, zm. ? prawdopodobnie w Łodzi) – polski architekt, inżynier technolog, projektant wielu łódzkich kamienic, fabryk i gmachów w okresie międzywojennym.

## Działalność zawodowa
Pierwsza informacja o jego działalności w Łodzi pochodzi z 1890, kiedy był właścicielem biura technicznego czynnego przy ul. Piotrkowskiej 83, zajmującego się sporządzaniem projektów budynków przemysłowych i mieszkalnych, nadzorami budowlanymi, wykonywaniem instalacji ogrzewczych i wodociągowych. W reklamie prasowej napisano: „Projekty, plany i kosztorysy budynków fabrycznych i domów mieszkalnych. Obmurowywanie kotłów z uwzględnieniem możebnie małego zapotrzebowania węgla. Ogrzewanie parowe fabryk i domów mieszkalnych, wodociągi, zlewy kuchenne, kąpiele domowe, plany i formalności niezbędne przy instalacji elektrycznego oświetlenia”.
W 1899 pracował jako inżynier w fabryce Towarzystwa Akcyjnego Szai Rosenblatta. Towarzystwo Kredytowe Miasta Łodzi zatrudniało go jako członka komisji budowlanej zajmującej się oceną stanu i wartości budowli.
W latach 1899–1914 mieszkał i miał biuro przy ul. Rozwadowskiej (obecnie ul. Ludwika Zamenhofa) 4, w 1920 przy ul. Przejazd (obecnie ul. J. Tuwima) 30, w 1923 przy Przejazd 36, a w 1937 przy ul. Piotrkowskiej 175. W 1909 nadzorował budowę 51 domów z 425 wówczas realizowanych.
W latach 1937–1939 był członkiem Stowarzyszenia Architektów Rzeczypospolitej Polskiej w Łódzkim Oddziale (mieszczącym się przy ul. Piotrkowskiej 102).

## Zrealizowane projekty budowli w Łodzi
- oficyna gospodarcza na posesji Ch. Wiślickiego przy ul. Piotrkowskiej 83, (1894),
- 2-piętrowa przędzalnia zakładów K. Steinerta przy ul. Piotrkowskiej 274/276 (1894–1895),
- budynki fabryki J. Balle przy ul. Dzikiej 72 (obecnie ul. H. Sienkiewicza) (1898).
- w 1909 wykonał dla Jana Witolda Starowicza (przez 35 lat był dyrektorem administracyjnym w pobliskich Zakładach Przędzalniczych Leonhardt, Woelker i Girbardt przy Placu Leonarda obecnie Plac Niepodległości) projekt domu z elementami „stylu zakopiańskiego”, z figurą górala w fasadzie (autorstwa Władysława Czaplińskiego), określanego potocznie jako „dom pod góralem” przy ul. Piotrkowskiej 292 (1909-1910)[6].
- willa Ryszarda Schimmela przy ul. Karolewskiej 1 (przebudowa w latach 1909–1910)[7],
- kamienica M. Szyffera przy ul. Piotrkowskiej 187, (1910),
- kamienica O. Dreslera przy ul. Piotrkowskiej 174, (1910),
- projekt pałacu Roberta Steinerta, następnie Fryderyka Wilhelma Schweikerta, przy ul. Piotrkowskiej 262/264 (obecnie Instytut Europejski w Łodzi) z lat 1910-1911 (także nadzór nad budową) – symetrycznie zakomponowane założenie pałacowo-parkowe w duchu francuskim, reprezentujące styl klasycyzującego baroku („styl około 1800”); autorstwo nie jest pewne, choć jego podpis widnieje na kopii projektu budowli, ale często projekt ten przypisuje się architektowi Romualdowi Millerowi[8].
- oficyna na posesji R. A. Bechtolda przy ul. Piotrkowskiej 132 (1911).
- kamienica E. Hamburskiego przy ul. Północnej 55 (1923–1925),
- dom (willa) dla I. Rassalskiego przy ul. Pustej 4/6 (obecnie ul. St. Wigury), z neobarokową fasadą (1925).

Wspomnieć warto niezrealizowany projekt z 1909 podwójnej rezydencji braci Emila i Karola Steinertów przy ul. Piotrkowskiej 272ab, o formach neogotyku angielskiego, zastąpiony zrealizowanym projektem Alfreda J. Balckego.